# Union Springs (Alabama)
Union Springs település az USA Alabama államában, Bullock megyében, melynek megyeszékhelye is. Lakosainak száma 3358 fő (2020. április 1.).

## Népesség
A település népességének változása:

| 2010 | 3 980 |
| 2020 | 3 358 |